# Кристиан Жак
Кристиан Жак (на френски език: Christian Jacq) е френски писател, живеещ в Швейцария. Като египтолог той публикува различни трудове за Древен Египет от 90-те години на 20. век, насочени към широката публика, станали бестселъри.
Пише и детективски романи под псевдонимите Кристофър Картър (Christopher Carter), Дж. Б. Ливингстън (J. B. Livingstone) и Селестин Валоа (Célestin Valois). Също така използва псевдонимите Жан Делапорт (Jean Delaporte), Жан Петрюс (Jean Petrus), Пиер Дангл (Pierre Dangle) и Андрю Фабриел (Andrew Fabriel) за езотерични трудове и такива върху Масонството.

## Биография

### Младежки години и образование
Кристиан Жак е роден на 28 април 1947 г. в Париж, в семейство с бретонски корени от страна на баща си, който е фармацевт, и полски произход от страна на майка си. Възпитан от баба си, той развива страст към четенето. В детективската поредица „Инспектор Хигинс“ отдава почит на нея, вдъхновила образа на икономката на инспектора..
В детството си Жак се наслаждава на комиксите „Спиру“ и „Приключенията на Тентен“, както и на поредицата „Приключенията на Блейк и Мортимър“, която понякога засяга темата за Египтологията. Освен това открива вдъхновение в творбите на френските класици Стендал, Алфред дьо Мюсе и Жерар дьо Нервал, както и в произведенията на автори от Немския романтизъм.. Учи в частния католически Институт „Нотр-Дам дьо Сент-Кроа“. 
Жак сключва брак с Франсоаз на 17-годишна възраст, след като се запознават в колежа. За своя меден месец двамата избират Египет – страна, която по-късно ще играе ключова роля в творчеството му.
В две различни интервюта писателят споделя различни версии за произхода на страстта си към Египет. В едната той посочва, че след медения си месец там е взел решението сам да се научи да разчита йероглифи, В другата обяснява, че прочитането на „История на цивилизацията на древен Египет“ от Жак Пирен е запалило интереса му към тази древна култура.
Той започва обучението си по философия и класическа литература в университета „Париж-Нантер“ по време на събитията от май 1968 г., но не взема участие в тях. По-късно продължава образованието си в Университет IV: Париж-Сорбона,където се посвещава на египтологията. В рамките на докторантурата си, посветена на египетските погребални обреди, той провежда изследвания под ръководството на Жан Леклан до 1979 г., когато успешно защитава дисертацията си. Преди да защити докторската си дисертация, той публикува, на 21 г., първото си есе за връзките между Древен Египет и Средновековието.
Жак проявява по-голям интерес към идеите и ценностите, които древната египетска цивилизация предлага, вместо към самите археологически разкопки на място.

### Литературна кариера
Преди да се посвети изцяло на писателската си кариера, Кристиан Жак се занимава с различни професии. Сред тях е и работата му като сътрудник на културната радиостанция Франс Кюлтюр, където участва в създаването на някои предавания от поредицата Les Chemins de la connaissance. Тази поредица разглежда различни теми, включително литература и история, и предоставя задълбочени анализи на значими културни явления.
Срещата с Етиен Лалу, директор на колекцията във Фламарион, вдъхновява Жак да обмисли кариера в литературата. Започва професионалния си път като директор и редактор на колекции, ревизирайки произведения на други автори. В Едисион дю Роше ръководи колекция, която публикува глоси – задълбочени коментари върху литературни и исторически текстове.
Писателят започва литературната си кариера с криминални романи – жанр, към който остава привързан през годините. През 1980 и 1981 г. публикува пет книги от поредицата Basile le Distrait с издателство „Плон“ под псевдонима Селестен Валоа. Между 1984 и 1997 г. създава 44 детективски романа от поредицата Досиетата на Скотланд Ярд, издадени от „Едисион дю Роше“ под псевдонима Дж. Б. Ливингстън. 
По-късно, между 1998 и 2002 г., публикува седем детективски романа от поредицата 
„Разследванията на лорд Пърсивал“, първоначално с Робърт Лафонт, а след това с издателство Cie 12, използвайки псевдонима Кристофър Картър. Любопитен факт е, че избраните псевдоними вероятно са вдъхновени от Дейвид Ливингстън, изследовател на Нил, и Хауърд Картър, откривател на гробницата на Тутанкамон..
От 1982 г. Жак пише първите си исторически романи, като „Царицата слънце“ и „Аферата Тутанкамон“. От 1987 г. разглежда темата за Египет в романите си.
Наред с романите си той публикува есета за символи, свързани с катедрали, масонство и египетска мъдрост, както и пътеводители за Луксор и Карнак.
Когато произведенията на Кристиан Жак, посветени на Египет, започват да привличат широка аудитория, издателство „Пигмалион създава специална колекция, която той се надява да ръководи, но това не се осъществява. Въпреки това, през 1987 г. той публикува четвъртия си роман, „Шамполион Египтянинът“, под собственото си име, което се превръща в първия му голям успех.
Съпругата му го убеждава да напусне Париж и да се посвети на писането на пълен работен ден. След това двамата се установяват близо до Екс ан Прованс.
През 1993 г. Жак започва поредица от романи, посветени на Древен Египет. Клод Гание, директор на колекцията във Франс Лоазир, за първи път приема проект за роман под формата на цикъл, чието действие се развива в Египет. Гание вярва, че този подход може да се възползва от успеха на историческия роман „Стаята на дамите“, чието действие се развива през Средновековието. Първата творба е публикувана през 1993 г.
Писателят решава да напусне Франс Лоазирс, за да продължи литературната си дейност и да намери нов издател. Очакванията му обаче не се оправдават – издателите го съветват да намали броя на публикациите, което би му помогнало да печели литературни награди. Тази препоръка не съвпада с неговия стил на работа, тъй като Жак предпочита интензивен ритъм на писане и мащабни цикли от романи. 
Впоследствие той намира издател, който подкрепя неговия подход и му позволява да продължи да публикува в предпочитаната от него форма: заражда се  дълго сътрудничество между Кристиан Жак и Бернар Фиксот, директор на изд. „Робер Лафрон“. Фиксот е отворен към идеята за дълги поредици и се интересува от идеята за тримесечен ритъм на публикуване, вдъхновен от серийните издания от 19. век. Издателят също е по-заинтересован от развитието на бизнеса и продажбите, отколкото от литературни награди, и успява да предаде това състояние на духа на авторите, които публикува. Впоследствие Фиксот основава XO éditions – издателство, към което се присъединява Кристиан Жак. 
Авторът събира значително количество документация за Египет, обобщена в няколкостотин файла. Библиотеката му съдържа приблизително 10 000 творби. 
Поредицата за Рамзес II на Кристиан Жак се превръща в значителен литературен успех. През 1996 г. във „Либерасион“ е публикувана статия, в която се съобщава, че „Синът на светлината“ е продаден в 360 000 копия, „Храмът на милионите години“ – в 280 000 копия, а „Битката при Кадеш“ излиза с първоначален тираж от 75 000 копия. Тази поредица, съставена от пет романа, разказва за живота на фараона Рамзес II и предлага детайлен поглед върху ежедневието и политическите интриги на Древен Египет. Книгите са преведени на множество езици и продължават да бъдат популярни сред любителите на историческата литература.
През ноември 2011 г., по инициатива на съпругата си, Кристиан Жак започва преиздаването на своите романи под общото заглавие "Разследванията на инспектор Хигинс" – криминални романи, публикувани под псевдоним. Тези книги носят подписа на Кристиан Жак и са издадени от J. Éditions. Всяка година се публикуват четири книги – две са актуализирани и допълнени преиздания, а две са напълно нови заглавия.
Кристиан Жак основава и ръководи Института „Рамзес“, който се занимава с публикуване на транскрипции на египетски текстове и изграждане на фотографска колекция от египетски паметници. През 1993 г. той публикува книгата „Изследване на Рая на отвъдния свят според Текстовете на пирамидите и Текстовете на саркофазите“, редактирана от този институт.
Жак се мести през 1997 г. в Блоне, Швейцария, с цел данъчно облекчение или след обвинения, представящи го за култов гуру.

### Стил
Стилът на Кристиан Жак често се сравнява с американските сапунени опери – с много диалози и кратки изречения. Критиците отбелязват липса на структурираност, повърхностно изградени герои и ограничен речник,ограничен което според тях намалява литературната стойност на произведенията му.
Издателят на Кристиан Жак го сравнява с Джон Гришам и Майкъл Крайтън, подчертавайки, че ако френските читатели купуват само три книги годишно, те вероятно ще изберат неговите произведения. Освен това отбелязва, че книгите му създават усещане за самоусъвършенстване и се възхищава на впечатляващата му продуктивност – 400 страници на тримесечие.
Поредицата за Рамзес на Кристиан Жак систематично включва съвременни елементи в историческия контекст на Древен Египет. Това води до сравнения с популярни телевизионни сериали като „Далас“ и „Династия“.
Според Рафаел Драй, академик по политология, романите на Кристиан Жак се различават от традиционния исторически роман. Драй отбелязва, че вместо да се фокусират върху сюжета, те представляват опит за историческа реконструкция.
Жан-Франсоа Колозимо, писател и редактор, разглежда романите на Кристиан Жак като част от индустрия, която разпространява продукти, а не като традиционна литература. Според него техниката на Жак се основава на транспониране на ситуации и език от сапунени опери в египетска обстановка, допълнена с спиритуалистични елементи, за да привлече възможно най-широка аудитория. Колозимо, който е теолог и консерватор, критикува начина, по който Египет е представен в романите на Жак. Според него Древен Египет е бил свят на роби, триумф на идолопоклонството и почитане на смъртта, а Жак не говори за тази цивилизация, а за съвременния свят, като представя регресия от типа „Нова епоха“ в отговор на съвременните социални и културни безредици.
Няколко учени, сред които египтологът Жан Йойот и Рафаел Дрей, отбелязват инициаторския и езотеричен характер на романите на Жак. Йойот разглежда произведенията му като представящи перспектива на откровението, докато Дрей ги свързва с мистагогията – процеса на духовно посвещение. Самият автор характеризира произведението си като състоящо се от определен мистицизъм.
Кристиан Жак пише на ръка, бавно, продължително, всяка седмица.

## Награди
Кристиан Жак не е носител  на големи френски литературни награди, което според него се дължи на предпазливостта на литературния свят към историческите романи. В интервю от 1994 г. той споделя анекдот, в който неназован издател твърди, че големите награди са запазени за автори, които публикуват само веднъж на четири години.
Ранните романи на Кристиан Жак получават по-голямо признание в литературните среди. През 1989 г. неговият роман „Кралицата слънце“ печели наградата „Жан д'Йор“ за исторически романи . По-рано, през 1982 г., „Египет на великите фараони“ е сред 37-те носители на наградата „Брокет-Гонен“ за литература..
Благодарение на продажбите си романът му „Аферата Тутанкамон“ печели наградата „Мезон дьо ла Прес“ през 1992 г.

## Противоречия

### Популярен научно-исторически роман
В края на XX и началото на XXI век във френския академичен свят се наблюдава тенденция към отхвърляне на научнопопулярните и историческите романи. Те често са критикувани за опростяване на сложни исторически факти, което може да доведе до погрешни тълкувания и неточности. Освен това авторите на тези произведения получават голяма свобода да представят личните си тези като факти, което поражда академични дебати относно достоверността на подобни книги. Тази тенденция обяснява критиките, отправени към Кристиан Жак от френски египтолози, които поставят под въпрос историческата точност на неговите романи и начина, по който той интерпретира египетската цивилизация. Въпреки това Жак остава популярен сред читателите, които ценят неговия увлекателен стил и достъпния начин на представяне на историята.
Кристиан Жак избира да се дистанцира от академичната среда, предпочитайки кариера извън университета. Той отправя остри критики към френските академици, като твърди, че младите изследователи, които искат да изградят кариера, трябва да се насочат към Германия, Обединеното кралство или Съединените щати. Освен това той изразява мнение, че някои учени не харесват Египет, но въпреки това изграждат кариера благодарение на него. Жак прави разлика между научните изследвания, които се фокусират върху факти, текстове и дати, и романите, в които той се стреми да живее с героите си. Той се определя като популяризатор, който представя египетската цивилизация по достъпен начин за широката аудитория.

### Липса на перспектива относно източниците
Френските учени и Кристиан Жак имат специфичен спор относно разстоянието от източниците в неговите произведения. Жак е обвинен в повтаряне на пропагандата на фараоните, като представя египетската цивилизация без критична перспектива и с идеализиран образ. 
Самият автор защитава подхода си, като твърди, че не гледа на Египет като ентомолог, изучаващ насекоми, а че е напълно отдаден на работата си. Освен това той отхвърля научната обективност, вярвайки, че експериментаторът не може да бъде независим от експеримента.

### Подозрения  в в ръководене на секта и отвличане на масонска ложа
През 1996 г. френското издание „Шарли Ебдо“ публикува документи, свързани със създаването от Кристиан Жак през 1992 г. на организация, наречена „Maison de Vie“. Вестникът представя тази организация като секта, което предизвиква дебати и спекулации относно нейната същност. Извадки от вътрешните правила на „Maison de Vie“ включват философски и духовни твърдения, които подчертават значението на „Правилото“ като основен принцип за членовете. Според тези текстове спазването на Правилото води до просветление и братство, а личната неприкосновеност се разглежда като ограничение – съдържание, което „Либерасион“ описва като заблудено.
През 1996 г. Кристиан Жак дава интервю за в. „Либерасион“, в което обяснява, че „Maison de Vie“ е издателска организация, публикуваща неговите изследвания и исторически документи. Той също така твърди, че някои писания, включително „текстове срещу семейството и децата“, са погрешно приписани на него. По-късно в същото интервю той уточнява, че „Maison de Vie“ е масонска ложа. През 2014 г. Жак отново отрича, че е основал секта, заявявайки: „Имам двама господари, Рамзес и Моцарт. Аз не съм ничий гуру.“ След публикуването на документите от Шарли Ебдо Карол Вантройс провежда разследване за списание „Лир“, което допълнително разглежда въпроса.
Жан Йойот, известен египтолог, отбелязва езотеричната традиция в романите на Кристиан Жак. Според него тези произведения са „ориентирани към перспективата за откровение“ .
През 2012 г. Пиер Луи публикува книгата Main basse sur une loge maçonnique, в която твърди, че Кристиан Жак и съпругата му са поели контрола над масонска ложа, за да създадат независима ложа, вдъхновена от ритуалите на Древен Египет. Твърденията на Пиер Луи не са подкрепени или потвърдени от други източници.
Maison de Vie Éditeur, основано от Кристиан Жак през 1992 г., е реално функциониращо издателство, което публикува произведения, свързани с инициаторската традиция, масонството, посланието на катедралите и фараонския Египет. Сред издадените книги е „Песен на песните“ от Мишел Лапидюс, публикувана на 9 ноември 2016 г.. Произведенията на Maison de Vie Éditeur се разпространяват в книжарниците и са обект на рецензии и представяния в медиите. Това показва, че издателството има активно присъствие в литературния свят и продължава да предлага заглавия, свързани с езотерични и исторически теми.

## Избрана библиография

### Поредици от романи за Древен Египет

#### „Египетският съдия“ (Le Juge d'Égypte)
1. La Pyramide assassinée (1993)
2. La Loi du désert (1993)
3. La Justice du vizir (1994)

#### „Рамзес“ (Ramsès)
1. Le Fils de la lumière (1995)
Синът на светлината, София (1997), прев. Валентина Бояджиева
2. Le Temple des millions d'années (1996)
Храмът на хилядолетията , София (1997), прев. Валентина Бояджиева
3. La Bataille de Kadesh (1996)
Битката при Кадеш, София (1997), прев. Валентина Бояджиева
4. La Dame d'Abou Simbel (1996)
Принцесата от Абу Симбел , София (1997), прев. Валентина Бояджиева
5. Sous l'acacia d'occident (1996)
Акацията на Запада, София (1997), прев. Валентина Бояджиева

#### „Светещият камък“ (La Pierre de lumière)
1. Néfer le silencieux (2000)
2. La Femme sage (2000)
Нефер Мълчаливеца; Мъдрата жена, изд. „Бард“, София (2002), прев. Снежана Атанасова, Галина Василева (заедно с т. 1)
3. Paneb l'ardent (2000)
4. La Place de vérité (2000)
Панеб Пламенния; Мястото на истината, изд. „Бард“, София (2002), прев. Галина Василева, Красимира Матева (заедно с т. 3)

#### „Кралицата на свободата“ (La Reine Liberté)
1. L'Empire des ténèbres (2001)
2. La Guerre des couronnes (2002)
3. L'Épée flamboyante (2002)

#### „Мистериите на Озирис“ (Les Mystères d'Osiris)
1. L'Arbre de vie (2003)
2. La Conspiration du mal (2003)
3. Le Chemin de feu (2004)
4. Le Grand Secret (2004)

#### „Отмъщението на боговете“ (La Vengeance des Dieux)
1. La Chasse à l'homme (2005)
2. La Divine Adoratrice (2007)

#### „И Египет се събуди“ (Et l'Égypte s'éveilla)
1. La Guerre des clans (2010)
2. Le Feu du scorpion (2010)
3. L'œil du faucon (2011)

#### „Разследванията на Сетна“ (Les Enquêtes de Setna)
1. La Tombe maudite (2014)
2. Le Livre interdit (2015)
3. Le Voleur d'âmes (2015)
4. Le Duel des mages (2015)

#### Самостоятелни романи
- Champollion l'Égyptien (1987)
Шамполион Египтянина: Пътуване към изворите на духа, изд. „Абагар“, София (1998, 2008 – преработено и допълнено изд.), прев. Екатерина Петрова
- La Reine Soleil: l'aimée de Toutânkhamon (1988)
- Maître Hiram et le roi Salomon (1989)
Майстор Хирам и цар Соломон: Сказание за първия храм, изд. „Абагар“, София (1998, 2008 – преработено и допълнено изд.), прев. Радослав Доков
- Pour l'amour de Philæ (1992)
- L'Affaire Toutânkhamon (1992)
Аферата Тутанкамон, изд. „Труд“, София (1993)
- Barrage sur le Nil (1996)
- Le Pharaon noir (1997)
- Djédi le magicien et les chambres secrètes de la grande pyramide (2003)
- Toutânkhamon, l'ultime secret (2008)
- Le Procès de la momie (2010)
- Imhotep, l'inventeur de l'éternité (2010)
- Le Dernier rêve de Cléopâtre (2012)
- Néfertiti, l'ombre du soleil (2013)
- J'ai construit la grande pyramide (2015)
- Sphinx (2016)
- J'ai construit la grande pyramide (2017)
- Pharaon: mon royaume est de ce monde (2018)
- Ces femmes qui ont fait l'Egypte (2018)
- Horemheb, le retour de la lumière (2019)
- Egypte, l'ultime espoir - La vie héroïque du grand prêtre Pétosiris (2020)
- La Femme d'or - La vie miraculeuse de la reine-Pharaon Hatchepsout (2021)
- Champollion l'égyptien - Édition anniversaire (2022)
- La Mission secrète de Sinouhé l'Égyptien (2022)
- Ramsès III - Le dernier des géants (2023)
- Le lotus d'or et les trois pyramides du pharaon Snéfrou (2024)
- Égypte mon amour - Le voyage d'une vie (2025)

#### Повести
- Le Bonheur du juste (1999)
- Djédi le magicien et les chambres secrètes de la grande pyramide (2003)
- Que la vie est douce à l'ombre des palmes : dernières nouvelles d'Égypte (2005)
- La Naissance d'Anubis ou le crime suprême (2014)